# جون ك. مارتن
جون ك. مارتن (بالإنجليزية: John C. Martin)‏ هو مصرفي وسياسي أمريكي، ولد في 29 أبريل 1880 في سالم في الولايات المتحدة، وتوفي في 27 يناير 1952 في لونغ بيتش في الولايات المتحدة. حزبياً، نشط في الحزب الديمقراطي. وقد انتخب أمين صندوق الدولة ‏ وانتخب عضو مجلس النواب الأمريكي.